# Eyvind Earle
Eyvind Earle (New York, 26 aprile 1916 – Carmel-by-the-Sea, 20 luglio 2000) è stato un illustratore statunitense.
Divenne famoso già durante la sua giovinezza: a soli 14 anni tenne la sua prima mostra personale a Parigi. È celebre per il suo lavoro presso i Walt Disney Studios. Ha curato i fondali di Le avventure di Peter Pan, Lilli e il vagabondo e La bella addormentata nel bosco.